# USS Wolffish (SS-434)
USS Wolffish (SS-434), okręt podwodny typu Tench był jedynym okrętem US Navy noszącym nazwę pochodzącą od ryby z rodziny zębaczowatych. Jego konstrukcja została zatwierdzona 9 czerwca 1942 i budowę rozpoczęto w Cramp Shipbuilding Company w Filadelfii, ale kontrakt anulowano 29 lipca 1944.
Ten artykuł zawiera treści udostępnione w ramach domeny publicznej przez Dictionary of American Naval Fighting Ships. 